# Crozet, Virginia
Crozet är en ort i Albemarle County i delstaten Virginia, USA.